# Polská kultura

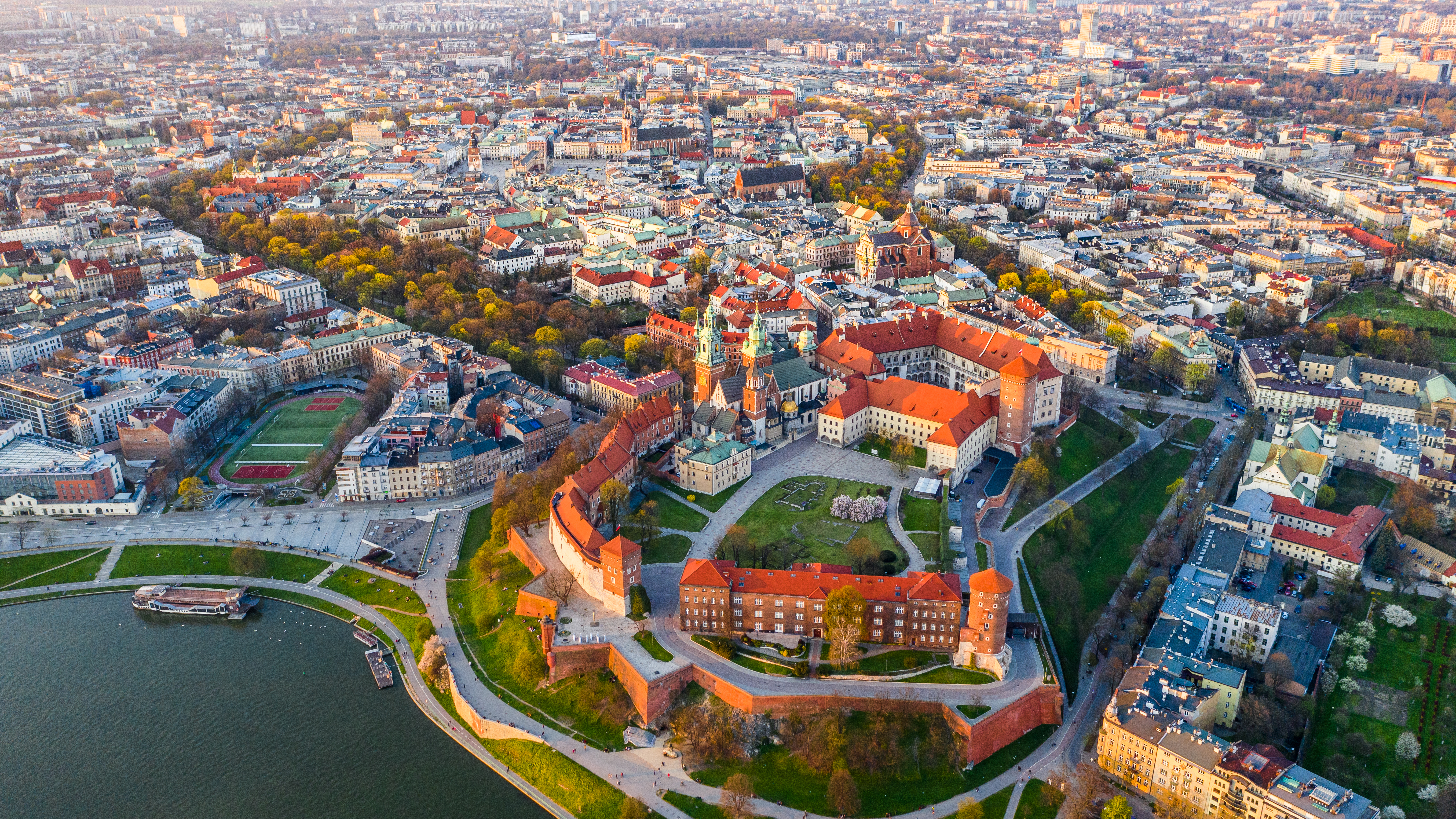
Královský hrad na Wawelu, Krakov

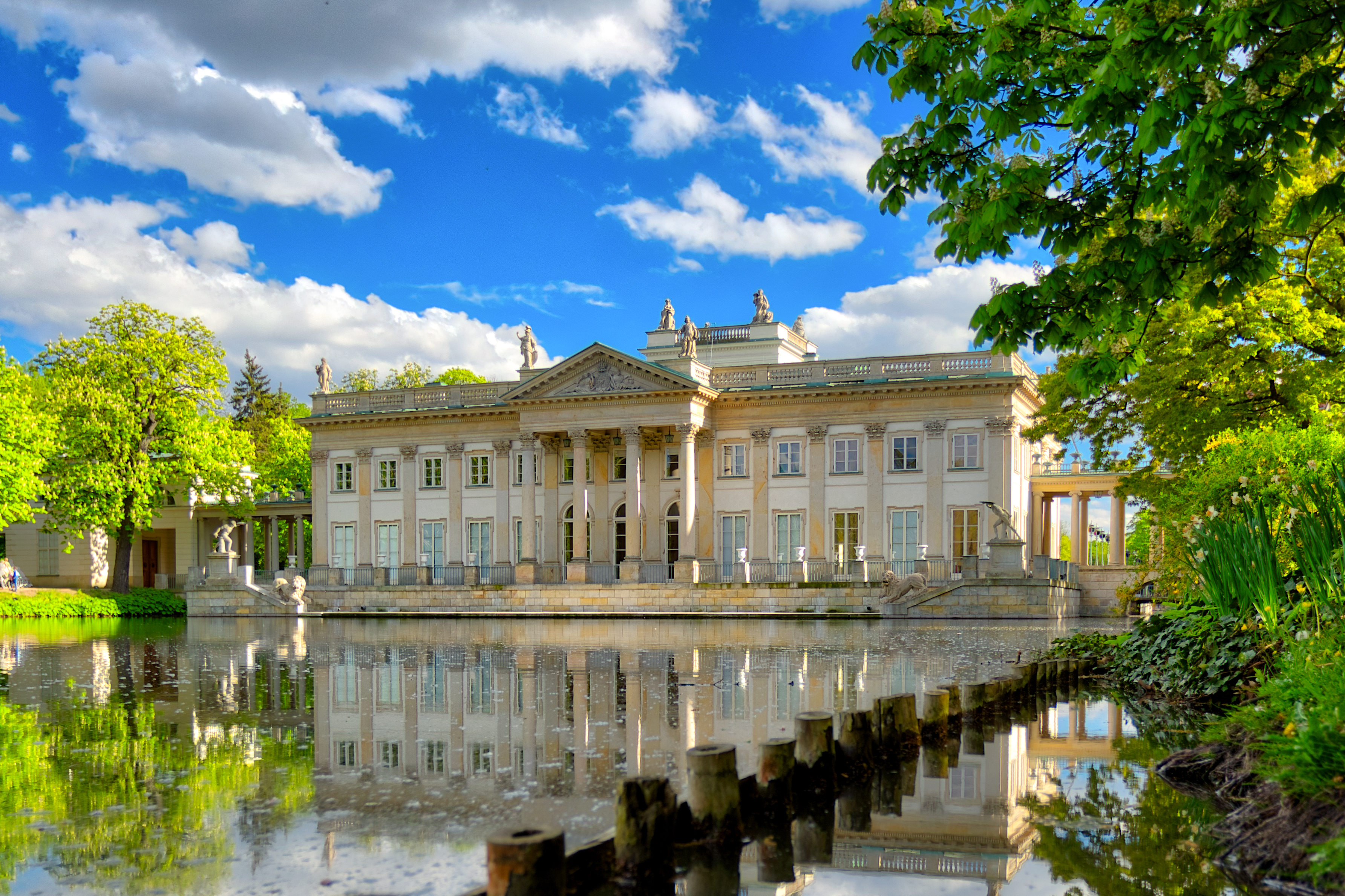
Łazienki – vodní palác

Polská kultura nebo též kultura v Polsku označuje společenský fenomén v rámci evropské kultury a tvůrčí lidskou kulturní činnost rozvíjející se na historických územích Polska, jehož hranice se v průběhu staletí měnily (např. v období polsko-litevského státu,

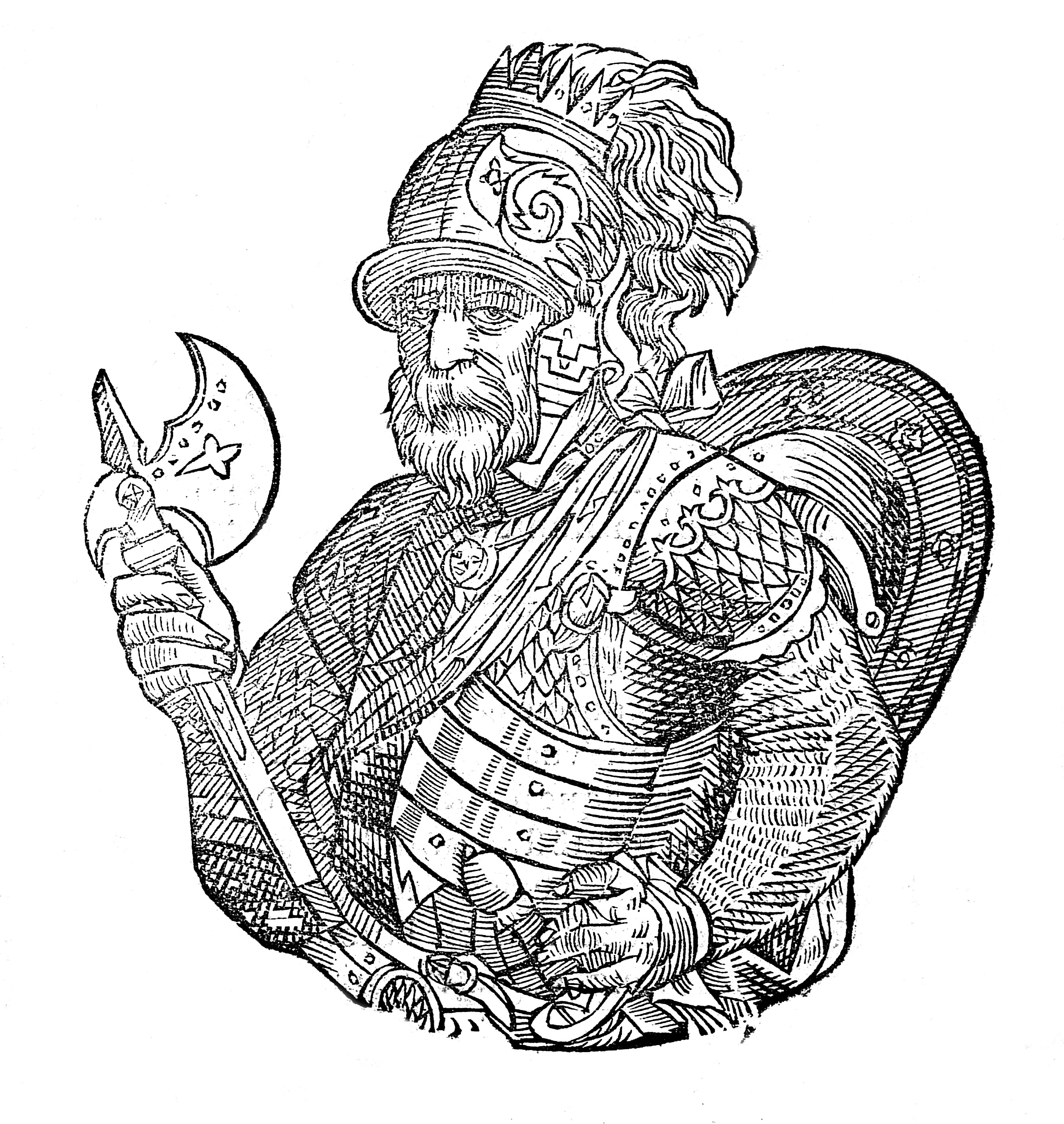
Vyobrazení legendární knížete Kraka, v Sarmatiae Europeae descriptio Alessandra Guagniniho z roku 1581. Uloženo ve Špýru.

rozdělení země atp.). Odkazuje ovšem také na kulturu vytvořenou příslušníky polského etnika v emigraci.
Specifický charakter polské kultury je výsledkem mísení vlivů ze západoevropské a východní kultury, zejména ruských zemí a Blízkého východu, a také vlastního typu zvyků formujících polské tradice.

## Polská hudba
Nejčastěji zmiňovaní polští skladatelé klasické hudby jsou: Fryderyk Chopin, Karol Szymanowski, Krzysztof Penderecki, Zbigniew Preisner, Wojciech Kilar, Ignacy Jan Paderewski, Henryk Wieniawski, Krzysztof Komeda, Andrzej Panufnik, Stanisław Moniuszko, Jan A. P. Kaczmarek a Witold Lutosławski.

## Polská literatura

### Počátky polské literatury ve středověku
Literatura ve středověkém Polsku vznikala především pod vlivem křesťanství ze západních zemí. V prvním období svého rozvoje (do konce 12. století) vznikala díla výhradně v latině a byla zpravidla anonymní. Próza se skládala z hagiografických děl (např. život sv. Vojtěcha od Bruna z Querfurtu), epistolografie, modlitby a historie (Gesta principum Polonorum Galla Anonyima, Chronica Polonorum Wincentyho Kadłubka). Poezie byla nejčastěji panegyrická, liturgická (sekvence a tropy) a veskrze truchlivá. Ve druhém období (12.-14. století) se v literatuře rozvíjí kázání (Swietokrzyskie Sermons). Objevila se první díla v národním jazyce (Psałterz Floriański, Bogurodzica), polština se uplatnila i v ústních dílech. Zrovnoprávnění získalo až ve třetím období (14.–16. století), v němž vznikala díla jako t. zv. Svatokřížský nářek a Přemyšlská meditace a vznikly také polské překlady Bible.

### Renesance
Zpočátku renesanční literatura vznikala v Polsku v latině díky jak cizincům (Filip Kallimach, Konrad Celtis), tak Polákům (Mikołaj Hussowczyk, Andrzej Krzycki). Literární díla psaná v polštině se objevují stále častěji od roku 1543, kdy se spisovatelé jako Mikołaj Rej, Andrzej Frycz Modrzewski nebo Stanisław Hozjusz začínají dostávat do většího povědomí. V tomto období také vzrostla popularita světské literatury. Vrchol rozvoje renesanční literatury v Polsku nastal v letech 1565–1590. Nejvýznamnějšími spisovateli té doby byli: Łukasz Górnicki, Andrzej Patrycy Nidecki a Jan Kochanowski. Ten se tvorbou písní, epigramů a tragédií stal otcem polského spisovného jazyka. Od roku 1590 do počátku 17. stol nastal soumrak renesance v polské literatuře.

### Baroko
Polská barokní literatura (17. století) se skládá z několika směrů, včetně: náboženský směr rozvíjející se pod vlivem protireformace (elegie, kázání, písně, hagiografická díla, parafráze biblických knih a meditativní texty, např. od Mikołaje Sępa Szarzyńského.
Druhým trendem barokní literatury byla tvorba jezuitů (především v latině - epigramy, ódy, písně, ale také překlady, např. Bible Jakuba Wujeka). V rámci tohoto trendu vznikala i náboženská a politická pojednání (Piotr Skarga), modlitební knížky a dramaturgické texty pro školní výuku.
Dalším trendem byla sarmatská tvořivost (oblibu získávaly tradiční formy odkazující na středověk, rozvoj pozemkové šlechty a rytířské poezie, domácí osnovy a deníky). Poezie vyjadřovala smysl pro marnost světských statků a pomíjivost lásky a štěstí (Roxolanki Zimorowica). Vznikla i erotika (Jan Andrzej Morsztyn). V barokní literatuře se vyskytuje i satirická tvorba (převážně anonymní), které dominovala parodie, sarkasmus, groteska a nonsens.

### Doba osvícenství
Věk osvícenství v Polsku začal v první polovině 18. století a souvisel s krizí šlechtické demokracie a ohrožením samostatné státní existence, proto se velká část polské literatury tohoto období zabývala občanskou a politickou tematikou. V tomto duchu tvořili mj. Ignacy Krasicki a Adam Naruszewicz. Tito spisovatelé (jako Franciszek Bohomolec, Julian Ursyn Niemcewicz a Franciszek Zabłocki) byli spojeni s klasicismem, odkazujícím na starověká díla. Tento trend byl v té době oficiálním literárním programem Polska, podporovaný panovníkem. Vedle toho byl sentimentální trend, propagovaný střediskem rodu Czartoryských v Puławech. V rámci tohoto trendu tvořili mimo jiné Franciszek Karpiński a Franciszek Dionizy Kniaźnin. Nejpopulárnějšími žánry té doby byly: óda, pastorela, pohádka a satira. Vznikly také hrdinské básně a první polské romány.

### Období romantismu

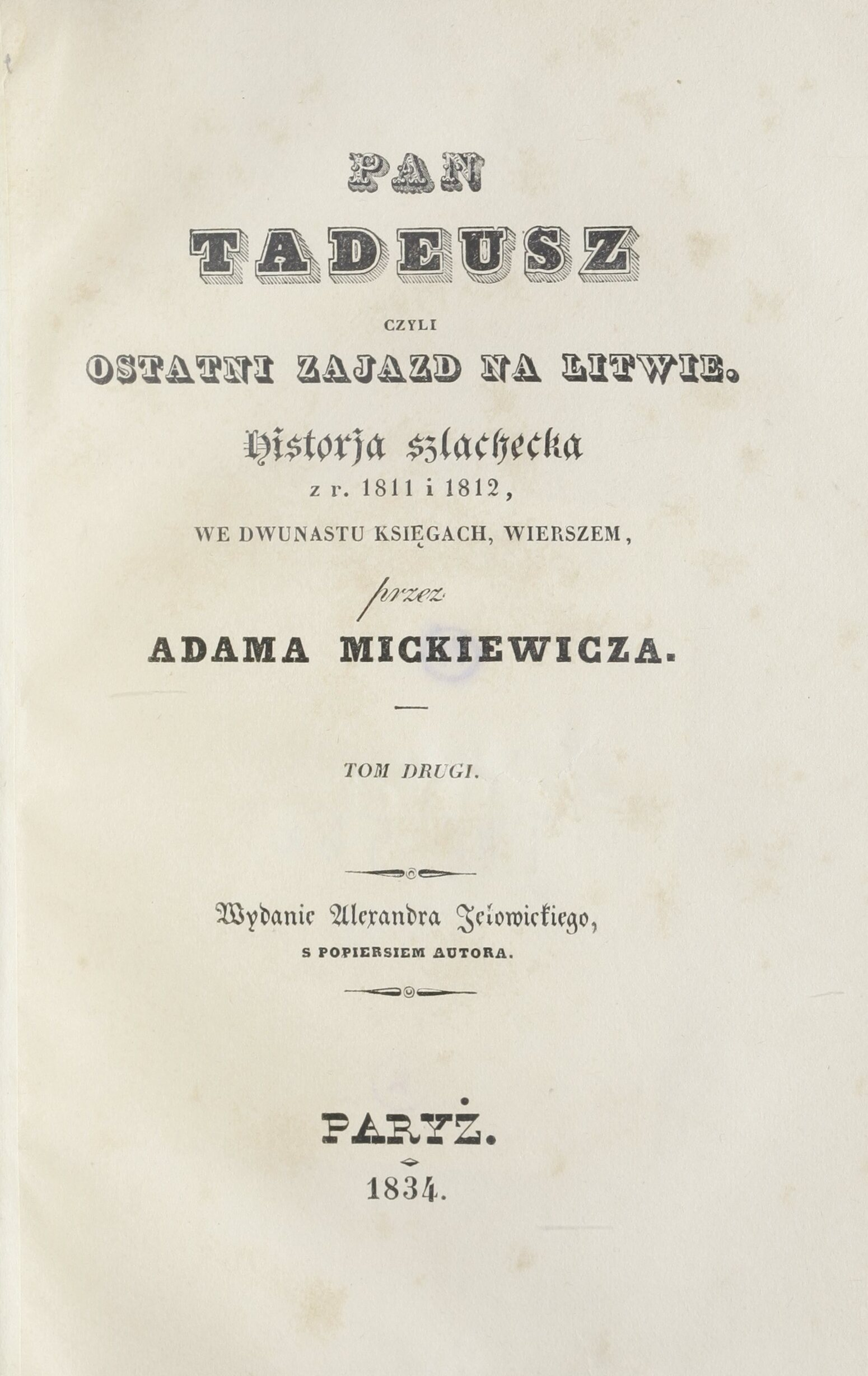
Titulní strana Pan Tadeusz, 1834

Ztráta nezávislosti v roce 1795 měla významný dopad na polskou literaturu, která od té doby plnila funkci udržování národního vědomí. Pod vlivem německého a anglického romantismu se zformoval a rozvinul směr polského romantismu, který zpočátku konkuroval poststanislavskému klasicismu a sentimentalismu a byl vůdčím žánrem až do roku 1863. V době po rozdělení se sbíraly příběhy, pověsti a lidové písně (Oskar Kolberg). Literární situace se změnila s pádem listopadového povstání - od tohoto okamžiku se literatura dělila na literaturu domácí (historické romány J. I. Kraszewského, Šlechtické besedy Henryka Rzewuského, Komedie mravů Aleksandry Fredra) a emigrační literaturu, kde vznikla další významná díla pro polskou literaturu - Mickiewiczovy Dziady a Pan Tadeusz (který byl považován za národní epos), Słowackého Kordian, Krasińského Nebožská komedie).
Došlo k rychlému rozvoji lyrické poezie včetně mystické a objevily se takové žánry jako romantické drama, degresivní báseň a řada dalších. Všechny následující literární éry odkazovaly na díla vytvořená v tomto období.

## Polský film
Polská kinematografie má od 50. let 20. století parametry evropské tvorby, řada polských tvůrců se proslavila na mezinárodní úrovni (Andrzej Wajda, Andrzej Zulawski, Krzysztof Kieślowski, Agnieszka Holland). Polští režiséři, jejichž filmy byly přihlášeny do soutěže o Oscara v kategorii cizojazyčných filmů: Jerzy Antczak, Sławomir Fabicki, Feliks Falk (2x), Robert Gliński, Jerzy Hoffman, Andrzej Jakimowski, Jerzy Kawalerowicz (3x), Dorota Kędzierzawská, Krzysztof Kieślowski (3x), Jan Jakub Kolski, Andrzej Kotkowski, Kazimierz Kutz (2x), Witold Leszczyński, Juliusz Machulski, Czesław Petelski, Magdalena Piekorzová, Radosław Piwowarski, Roman Polański (5x), Jerzy Stuhr (5x), Piotr Trzaskalski, Andrzej Wajda (7x), Leszek Wosiewicz, Krzysztof Zanussi (4x), Zbigniew Rybczyński (1x), Agnieszka Hollandová a v kategorii animovaný film: Dorota Kobiela.